# Установа за предшколско васпитање и образовање Соколац
Установа за предшколско васпитање и образовање Соколац је установа за предшколско васпитање и образовање, подразумјева васпитање и образовање дјеце предшколског узраста, односно узраста од шест мјесеци до поласка у основну школу.

## О обданишту
На подручју општине Соколац егзистира Установа за предшколско васпитање и образовање која је основана 1981. године. Капацитет Установе за предшколско васпитање и образовање је 146 полазника. Прије рата установу је похађало 120 полазника, а сада обданиште ради са смањеним капацитетом због лошег стандарда родитеља дјеце и због тога што је узраст од шест година, који је био обухваћен предшколским образовањем, уписан у први разред основне школе преласком основног образовања на деветогодишње. Данас, ова установа пружа услуге за укупно 49 дјеце, која су подјељена у 3 (три) групе и то: 
- јаслице;
- мјешовита група од 3—5 година;
- група узраста од 5—6 година.